# Ibri
Ibri  (عبري in arabo), è una città nella regione di Ad Dhahirah nel nord-est dell'Oman.